# Mănăstirea Prislop
Mănăstirea Prislop este un așezământ monahal din România situat în apropierea satului Silvașu de Sus din județul Hunedoara. Biserica mănăstirii, edificiu din secolul al XVI-lea, a fost declarată monument istoric, cu codul  HD-II-m-A-03447.

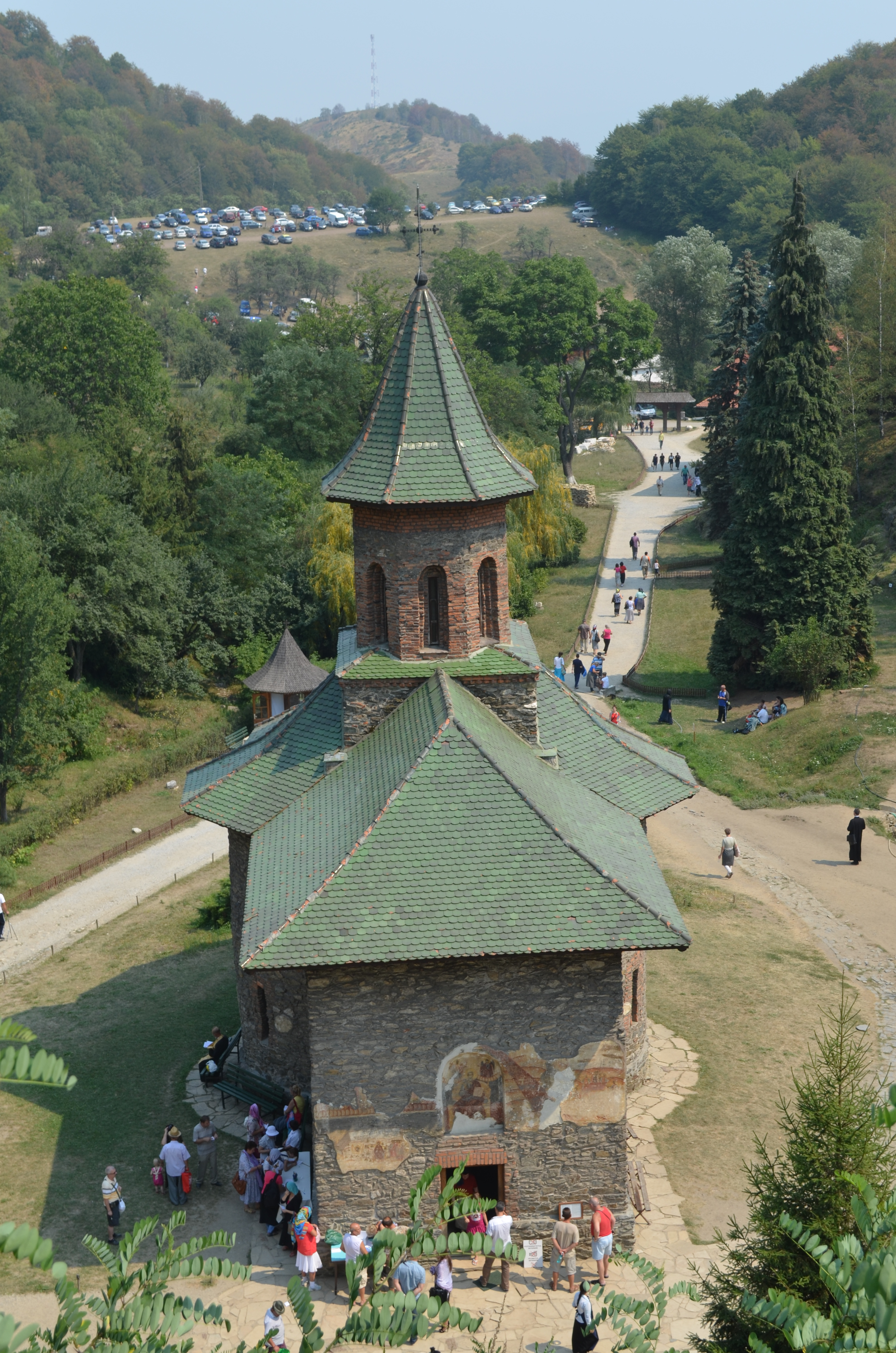
Vedere actuală a bisericii Mănăstirii Prislop

În anul 1564 a fost zidită o bisericuță din temelie de către domnița Zamfira, fiica lui Moise Vodă din Țara Românească. Este posibil ca vechiul lăcaș, despre al cărui urme se scria la mijlocul secolului al XIX-lea, să fi existat undeva în pădurea aflată în vecinătatea clădirilor actuale.
În secolul al XVII-lea se spune că aici a viețuit un călugăr pe nume Ioan, cunoscut azi ca sfântul Sfântul Ioan de la Prislop. Din secolul al XVIII-lea a fost mănăstire greco-catolică. În secolul al XIX-lea, pentru o anumită perioadă, a fost administrată de preoții de mir greco-catolici. Episcopul de Lugoj, Demetriu Radu, s-a ocupat de refacerea mănăstirii în anul 1901. În 29 octombrie 1948, odată cu interzicerea Bisericii Române Unite, preoții greco-catolici au fost arestați, iar lăcașul ocupat de Biserica Ortodoxă. Pe 25 noiembrie 1948 mitropolitul ortodox Nicolae Bălan de la Sibiu l-a transferat pe călugărul Arsenie Boca de la Mănăstirea Sâmbăta la Prislop, de unde a fost la rândul său arestat doi ani mai târziu. Abia după anul 1975 mănăstirea s-a refăcut ca lăcaș monahal, ortodox, cu o comunitate de călugărițe.

## Istoric
Nu se cunosc începuturile mănăstirii. Deoarece era amplasată pe pământuri care ținuseră de nobilii români din Ciula, se poate presupune că ei au fost ctitorii laici ai locașului. Există o singură mărturie care este consemnată despre prezența lui Nicodim de la Tismana, în Ungaria medievală. Ea este însemnarea de pe Evangheliarul său: "Această Sfântă Evanghelie a scris-o popa Nicodim în Țara Ungurească în 6913 (1404-1405)". Lui Nicodim tradiția i-a pus în seamă un lung șir de alte mănăstiri care au fost întemeiate ulterior. În adevăr, nici cea mai mică relație nu se poate face între Prislop și Nicodim de la Tismana.
Pe la jumătatea secolului XVI, Mănăstirea Prislop ajungând aproape în ruină, în anul 1564 a fost rezidită "din temelie" de către domnița Safira (Zamfira), care se retrage aici după ce tatăl ei Moise Vodă din Țara Românească a fost ucis în lupta de la Viișoara. Este posibil ca vechiul lăcaș, despre al cărui urme se scria la mijlocul secolului al XIX-lea, să fi existat undeva în pădurea din vecinătatea clădirilor actuale. 
Zamfira a acționat sigur la o mănăstire preexistentă, pentru că ea, ca femeie, nu avea drept la ctitorire de mănăstire de bărbați. Îngrijorată de salvarea sufletului ei, după a patra căsătorie, toate cu nobili transilvani care nu erau de religie ortodoxă, ea a înzestrat lăcașul cu odoare scumpe și moaște de sfinți. Dintre ele, pe cât se pare, doar o icoană a mai rămas până astăzi. Piatra funerară a domniței Zamfira, a ajuns să fie sfărâmată în mai multe bucăți, iar azi se găsește la Prislop. Piatra tombală conținea inscripții cu litere latine și chirilice.
Doi egumeni ai locului, Ioan și Teofil, sunt pomeniți în documentele vremii. Însă, nu se prea cunoaște mai nimic despre rolul lor în viața mănăstirii. Probabil că în secolul al XVII-lea a fost întemeiată la Prislop o școală de învățătură bisericească pentru tinerii care urmau să devină preoți pe sate. În anul 1585 egumenul Ioan ajunge mitropolit la Bălgrad (Alba Iulia), iar Teofil devine în 1615 episcop la Vad. În secolul XVII, aici a viețuit Sfântul Ioan de la Prislop.

Mănăstire greco-catolică până în 1948

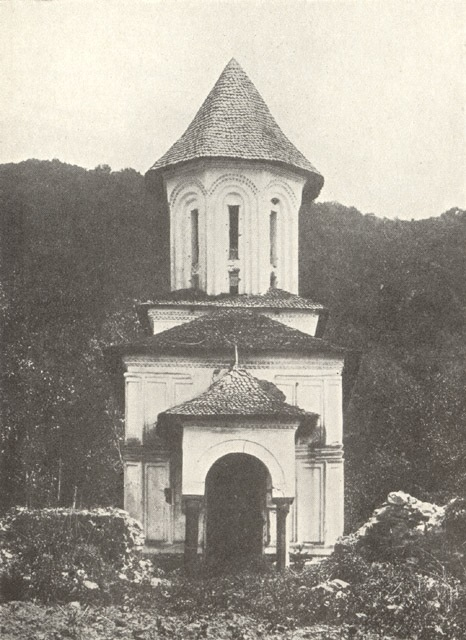
Mănăstirea Prislop, la sfârșit de secol XIX

La începutul secolului al XVIII-lea, odată cu Unirea cu Roma a Bisericii românilor ardeleni,  Prislopul devine mănăstire greco-catolică. A primit un ultim veșmânt de frescă sub semnătura zugravului Simion din Pitești. Din păcate, din această frescă s-au păstrat doar doar câteva fragmente. În secolul al XIX-lea mănăstirea a ajuns să fie administrată de preoți de mir, parohi în satele dimprejur. Episcopul român unit la Lugojului,  Dr. Demetriu Radu, s-a ocupat îndeaproape de refacerea mănăstirii în decursul anului 1901.
În  anul 1911, era instalat ca egumen al Mănăstirii unite a Prislopului din comitatul Hunedoarei, Părintele Leon Manu (OSBM - Ordo Sancti Basilii Magnum), călugăr bazilian, o figură emblematică a Bisericii Române Unite din perioada secolului XX. Nefiind încă restaurat, oficial, în România, Ordinul călugăresc al "Sfântului Vasile cel Mare" (bazilian), conform hotărârii Conciliului Provincial nr. II din 1882, ieromonahul Leon Manu, după o perioadă petrecută în vestita mănăstire unită ruteană de la Maria-Pócs, unde a ajuns să fie chiar stareț al așezământului monahal, ajunge în 1910, să revină în mijlocul ramurii române a Ordinului "Sf. Vasile cel Mare" din Transilvania. Astfel, el s-a așezat la Mănăstirea Prislop unde, în curând, a restaurat biserica așezământului și a format o mică obște călugărească acolo.

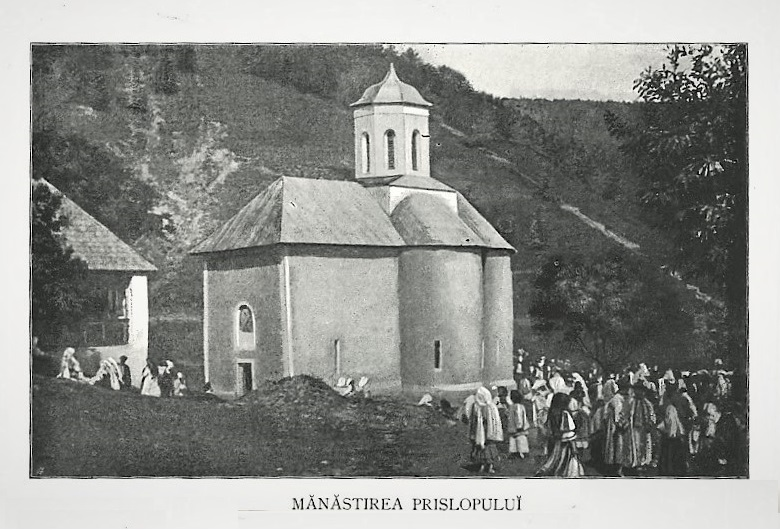
Mănăstirea Prislop - Șematism episcopia greco-catolică Lugoj, 1903 (pg.486)

Vicarul foraneu al Hațegului de atunci, Pr. Iacob Radu, îl caracteriza pe tânărul stareț al Prislopului în următorii termeni: „În primăvara anului 1911, s-a așezat la mănăstirea noastră Cuvioșia Sa, P. Leon I. Manu, fost egumen al vestitei mănăstiri rutenești de la Maria-Pocsi... Și cunoscând zelul, priceperea și spiritul de jertfă de care Cuvioșia Sa este însuflețit, avem nădejde că mănăstirea, odinioară atât de săracă și părăsită, nu numai va înflori și se va întări, dar va fi și maica altora, care încă așteaptă să fie scoase și ridicate din ruină și părăsire, și mai întâi mănăstirea de la Plosca, care încă e pusă sub îngrijirea dânsului”.
În preajma memorabilului act de la 1 Decembrie 1918, inimosul stareț al Prislopului a editat, la Hațeg, gazeta „Țara Hațegului. Organ al Sfatului Național Român”, cu rol mobilizator în realizarea unității naționale. Probatoriul documentar arhivistic, respectiv o situație a celor „care s-au distins și au câștigat merite pentru cauza Unirei Ardealului și Banatului cu Țara mamă”, certifică faptul că, în 1918, starețul Mănăstirii Prislop – ieromonahul Leon Manu a fost ales Președinte al Consiliului Național Român Hațeg, echivalentul funcțiunii de primar, și a făcut parte din Marele Sfat Național Român de la Alba Iulia. Pentru o scurtă perioadă de timp, în 1919, ieromonahul Leon Manu a păstorit și parohiile greco-catolice de la Fărcădinu de Jos și Fărcădinu de Sus, cu filiile Crăguiș și Găuricea, unde slujise un frate de al său, preot, decedat de tuberculoză.
După Prislop, Părintele Leon Manu a fost trimis ca misionar să păstorească parohiile românești greco-catolice din America, mai precis în orașul Aurora, din statul Ilinois. Însă, în 25 martie 1934, se reîntoarce în patrie, fiind numit proto-egumen al Mănăstirii Moisei, în Maramureș, și la Bixad, unde a organizat diferite misiuni de catehizarea a poporului și pelerinajele cu ocazia sărbătorilor închinate Sfintei Fecioare Maria. La chemarea episcopului Iuliu Hossu, începând cu data de 20 septembrie 1936, Părintele Leon Manu vine în Episcopia de Cluj-Gherla, ca preot al celei de a doua parohii unite, de curând înființată, din satul clujean Mănăștur. După scurt timp, a preluat destinele Mănăstirii Nicula, în calitate de proto-egumen, fiind ultimul stareț greco-catolic al acesteia (până la interzicerea Bisericii Române Unite cu Roma) și totodată membru în conducerea Provinciei române a Ordinului Sfântul Vasile cel Mare.
În anul 1948, anul când Biserica Română Unită a fost scoasă în afara legii, la mănăstirea Prislopului viețuia o mică comunitate obștească de călugări bazilieni, sub conducerea starețului Teodosie Bonteanu. 
Pr. Leon Manu, un sfânt martir pentru credință  
După 1948, Părintele Leon Manu a fost hăituit de organele de represiune ale regimului comunist, odată prins a trecut prin închisorile de la Cluj, Jilava, Timișoara, ajungând la Gherla, unde a murit, în faimă de martir, la vârsta de 75 de ani. Preotul greco-catolic Alexandru Rațiu, vecin de celulă cu el și, peste ani, scria în memoriile sale: „La Gherla, în 1958, la 23 martie, a murit Preotul Leon Man, în celula alăturată, (nr.) 66”. Din motive obscure, torționarii comuniști i-au tăgăduit și ascuns moartea ca fiind „secret de stat”, consemnând-o în actele închisorii, cu întârziere de aproape un an, la data de 14 februarie 1959! La cauza decesului, au trecut un indicativ conspirativ și lacunar „R.Z.”, adică „repausat în zarcă”, în carceră (la „Neagra”). Însă, decesul său nu a fost înregistrat oficial. Nu se știe nici cum a fost ucis și nici locul mormântului său din cimitirul de la locul numit  "Cărămidărie" din Gherla. Familia lui a izbutit să obțină un „Certificat de deces” de la Starea Civilă, abia după 47 de ani, în anul 2005! 
La 13 martie 2018, sub oblăduirea Congregației pentru Cauzele Sfinților de la Vatican, potrivit Instrucțiunii „Sanctorum Mater”, în cadrul Eparhiei Române Unite de Cluj-Gherla, a început procesul de beatificare și canonizare a Servului Lui Dumnezeu, Ieromonahul Leon Iulian Manu, fost proto-egumen al Mănăstirilor Maria-Pocs, Prislop (Hunedoara), Bixad, Moisei și Nicula, urmând ca documentele Tribunalului pentru beatificare și canonizare să fie trimise la Vatican, spre a intra în faza finală.

Din 1948, Prislopul este luat de Biserica Ortodoxă Română
În contextul interzicerii Bisericii Române Unite, când bisericile și mănăstirile greco-catolice au fost confiscate de autoritățile comuniste și date Bisericii Ortodoxe Române, la Prislop, după alungarea călugărilor bazilieni, au fost aduși de la Mănăstirea Sâmbăta de Sus, călugărul Arsenie Boca, însoțit de doi frați novici. Cei doi erau, Leonida Plămădeală (refugiat, originar din Basarabia) și Dometie Manolache, imediat tunși în monahism, aici la Prislop, în toamna lui 1948. Părintele Dometie Manolache a rămas la Prislop până în anul 1952, când a fost mutat la Sihăstria "Afteia" de la Cioara. Iar Leonida Plămădeală a devenit între timp, Mitropolit al  Ardealului, cunoscut și sub numele Antonie Plămădeală.
Din 1948 starețul mănăstirii a fost Arsenie Boca, iar după ce lăcașul s-a transformat în mănăstire de maici (la mijlocul anilor 1950), a rămas ca duhovnic, până în 1959, când comuniștii au risipit obștea, iar Părintele Arsenie Boca a fost scos din monahism , urmând să se stabilească cu domiciliu obligatoriu la București. În 1976 mănăstirea a fost reînființată, ca așezământ monahal de maici, iar din 1991, aici a început să funcționeze Seminarulul Teologic Monahal "Sfânta Ecaterina" (pentru călugărițe), cu o durată de școlarizare de cinci ani. În ultimii ani un pelerinaj special are loc la Mănăstirea Prislopului, la mormântul Părintelui Arsenie Boca, aflat în cimitirul așezământului monahal.

## Trăitori
În prima jumătate a secolului XVII, în locul pe care se află Mănăstirea Prislop, s-ar fi nevoit un călugăr sihastru, pe nume Ioan, de loc din satul vecin Silvașul de Sus. Cuviosul monah, din tinerețe a dorit să urmeze nevoințele călugăriei, sub exemplul Sfântului Nicodim de la Tismana, săpându-și chilie și lăcaș de închinare într-o peșteră din partea locului, aflată sub munte, asemenea altor monahi pustnici. Cuviosul Ioan s-a săvârșit în acea peșteră în spre sfârșitul secolului XVII, fiind proslăvit peste ani de Biserica Ortodoxă Română, ca făcător de minuni, cunoscut ulterior sub numele de Sfântul Ioan de la Prislop. Moaștele Cuviosului Ioan de la Prislop au fost duse, într-o vreme, la o mănăstire din Țara Românească, probabil la Tismana. 